# Anemoon
Anemoon är en holme i Marshallöarna.   Den ligger i kommunen Ebon, i den södra delen av Marshallöarna, 400 km sydväst om huvudstaden Majuro. Anemoon ligger 7 meter över havet. Arean är 0,12 kvadratkilometer.
Terrängen på Anemoon är platt. Öns högsta punkt är 11 meter över havet. 